# Шульц, Фёдор Богданович
Фёдор Богда́нович фон Шульц (Отто Теодор Готлиб фон Шульц, нем. Otto Theodor Gottlieb von Schultz (Schoultz); 20 (8) июня 1820, Ревель — 2 октября (20 сентября) 1880, Петербург) — российский военный моряк, контр-адмирал Российского императорского флота, военный гидрограф. Участник Крымской войны на Балтике.
Потомственный дворянин, представитель немецко-балтийского рода фон Шульцев; евангелическо-лютеранского вероисповедания.

## Биография
Точное место рождения Теодора Шульца не известно, но, скорее всего, это был Ревель, где его отец, доктор медицины Генрих Готлиб фон Шульц (Schultz Heinrich Gottlieb) (29.08.1794, Ревель — 09.05.1828, Ревель), призванный после окончания в 1818 году Дерптского университета на флот, служил врачом 18-го флотского экипажа. Работая хирургом, он с 1823 года заведовал Ревельским морским госпиталем, и одновременно женской и детской больницей морского ведомства. Отец скончался, когда Теодору было всего 8 лет и воспитанием двух сыновей занималась одна мать, — Эмилия Элизабет ур. Моллер (Emilie Elisabeth Möller) (23.04.1801, Ревель — 21.06.1886, Ревель).
Образование получил в 1-м Штурманском полуэкипаже в Кронштадте, куда по инициативе дядюшки (брата матери), в то время капитан-лейтенанта флота Александра Адамовича фон Моллера, поступил кадетом в 1832 году. Учёба продолжалась 9 лет. О серьёзности образования говорит тот факт, что помимо математических наук и специальных предметов, одних только иностранных языков изучалось три: французский, немецкий и английский. Успешно сдав экзамены, 30 марта 1841 года Теодор был выпущен в кондукторы Корпуса флотских штурманов с правом для скорейшего получения офицерского чина прослушать курс при Морском кадетском корпусе. Учёбу требовалось совмещать с несением основной службы. Лишь 9 августа 1844 года по результатам экзаменов Т. Шульц был произведён в прапорщики и оставлен в своём корпусе уже в офицерском чине.
С 1842 по 1853 годы Теодор, который для удобства стал называться Федором Богдановичем, занимался гидрографическими и картографическими работами на Балтике. В эти годы он плавал на пароходе «Быстрый», бриге «Филоктет», шхунах «Радуга» и «Снег». Весной 1843 года на транспорте «Волхов» ставил вехи у полуострова Дагерорт, а в 1844—1846 годах на том же судне проводил гидрографические работы в Рижском заливе. В 1849 году уже на гидрографической шхуне «Печора» Ф. Б. Шульц производил съемку берегов Рижского залива и острова Эзель. В 1853 году в составе экипажа транспорта «Пинега» выполнял гидрографические работы в шхерах Финского залива. 23 апреля 1850 года в связи с реорганизацией Ф. Б. Шульцу было изменено воинское звание прапорщика на мичмана, а 30 марта 1852 года присвоено очередное звание лейтенанта флота. За отличия по службе ему дважды жаловался полугодовой оклад.
С вступлением в марте 1854 году в Крымскую войну Франции и Великобритании возникла реальная угроза эскалации войны на восточных рубежах России. 20 августа на трехмачтовом транспорте «Неман» (командир П. Я. Шкот) с грузом цветных металлов для нужд армии на Дальнем востоке, в должности старшего офицера Ф. Б. Шульц отправился в плавание на Камчатку. Экспедиция трагически закончилась уже через двое суток. При выходе из Балтийского моря, следуя проливом Каттегат, транспорт попал в сильнейший шторм, и в районе Гётеборга (Швеция) разбился о прибрежные скалы. В ту ночь на дне пролива оказалось 23 судна. Благодаря четким действиям офицеров, жертв среди членов экипажа «Немана» удалось избежать. Но погиб сам парусник и весь его ценный груз. В 1855 году в Морском сборнике этому событию была посвящена статья Ф. Б. Шульца «Очерк о плавании транспорта „Неман“». Интересно, что спустя ровно сто лет шведский любитель подводного плавания из Гётеборга Ингвар Эльфстрем случайно обнаружил истлевший корпус транспорта «Неман». Он скрытно поднял и нелегально продал весь ценный груз и имущество, найденное на транспорте. Вырученные деньги Эльфстрем вложил в создание и развитие фирмы по производству водолазного снаряжения. Сегодня это одна из популярных транспортных морских компаний «Poseidon marine group».
Кампанию 1854 года Ф. Б. Шульц завершил обустройством и налаживанием работы сети береговых телеграфных станций на Южном побережье Финского залива. В следующем году он был назначен на гидрографическое судно «Аланд». Корабль входил в состав Финляндской шхерной флотилии, дислоцировавшейся в районе крепости Роченсальм на Котке. В этот год англо-французская эскадра предприняла попытку высадиться в Гельсинфорсе, что потребовало сосредоточения всей русской эскадры, включая шхерную флотилию в районе Свеаборга. Непродолжительная осада крепости началась 28 июля 1855 года. Гарнизон Свеаборга понес существенные потери, наблюдались значительные разрушения крепости, однако её удалось отстоять. В обороне и в последующих ограниченных морских стычках с противником принимал участие лейтенант Шульц. В 1856 году он был награждён орденом Святого Станислава 3-й степени.
С окончанием Крымской войны шхуна «Аланд» вновь вернулась к гидрографическим работам на Балтике. Свою последнюю кампанию на «Аланде» в 1861 году Ф. Б. Шульц провёл уже в качестве её командира. Это стало возможным после того, как в марте 1857 года из Корпуса флотских штурманов Фёдор Богданович был назначен состоять по флоту.
В 1859 году в Англии по заказу Морского ведомства была заложена винтовая паровая шхуна «Секстан». Командиром шхуны был назначен Ф. Б. Шульц. В ожидании нового корабля Фёдор Богданович под руководством академика А. Я. Купфера занимался магнитными наблюдениями в Главной физической обсерватории.
1 января 1862 года он был повышен в звании до капитан-лейтенанта. В том же году в свою первую кампанию на «Секстане» по заданию А. Я. Купфера Ф. Б. Шульц продолжил наблюдения за атмосферным магнитизмом в Финском заливе, за что был награждён годовым окладом. На следующий год, в связи с восстанием в Польше, «Секстан» был срочно направлен в распоряжении Прибалтийского генерал-губернатора для установления береговых телеграфов между Паланегеном и Либавой.
1870 год начался для Ф. Б. Шульца с присвоения ему очередного звания капитана 2-го ранга, а уже весной он стал готовиться к весьма необычной экспедиции. Его шхуна вошла в состав небольшой эскадры контр-адмирала К. Н. Посьета, которая должна была совершить экспедицию в Северный Ледовитый океан. Необходимость её была вызвана условиями Парижского мирного договора, согласно которым после поражения в Крымской войне, Россия не могла иметь военного флота на Чёрном море. В результате остро назрела необходимость выбрать место для строительства крупного океанского порта на севере империи. В начале июня 1870 года небольшой отряд в составе корвета «Варяг», клипера «Жемчуг» и шхуны «Секстан» под флагом сына Александра II великого князя Алексея Александровича вышел из Кронштадта и направился в… Неву. Планировалось достичь Северного Ледовитого океана через Ладогу, Онежское озеро, по Мариинской системе и Северо-Двинскому каналу. На флагмане — корвете «Варяг» — собралось весьма представительное общество. Помимо Великого князя (исполнявшего обязанности вахтенного офицера корвета), здесь оказались: известный исследователь Севера профессор Н. Я. Данилевский, академик А. Ф. Миддендорф, натуралист Ф. Ф. Яржинский, губернатор Архангельска Н. А. Качалов. Кроме того, в экспедиции приняли участие промышленник, пылкий сторонник развития Севера М. К. Сидоров, а также поморские купцы и мореходы.

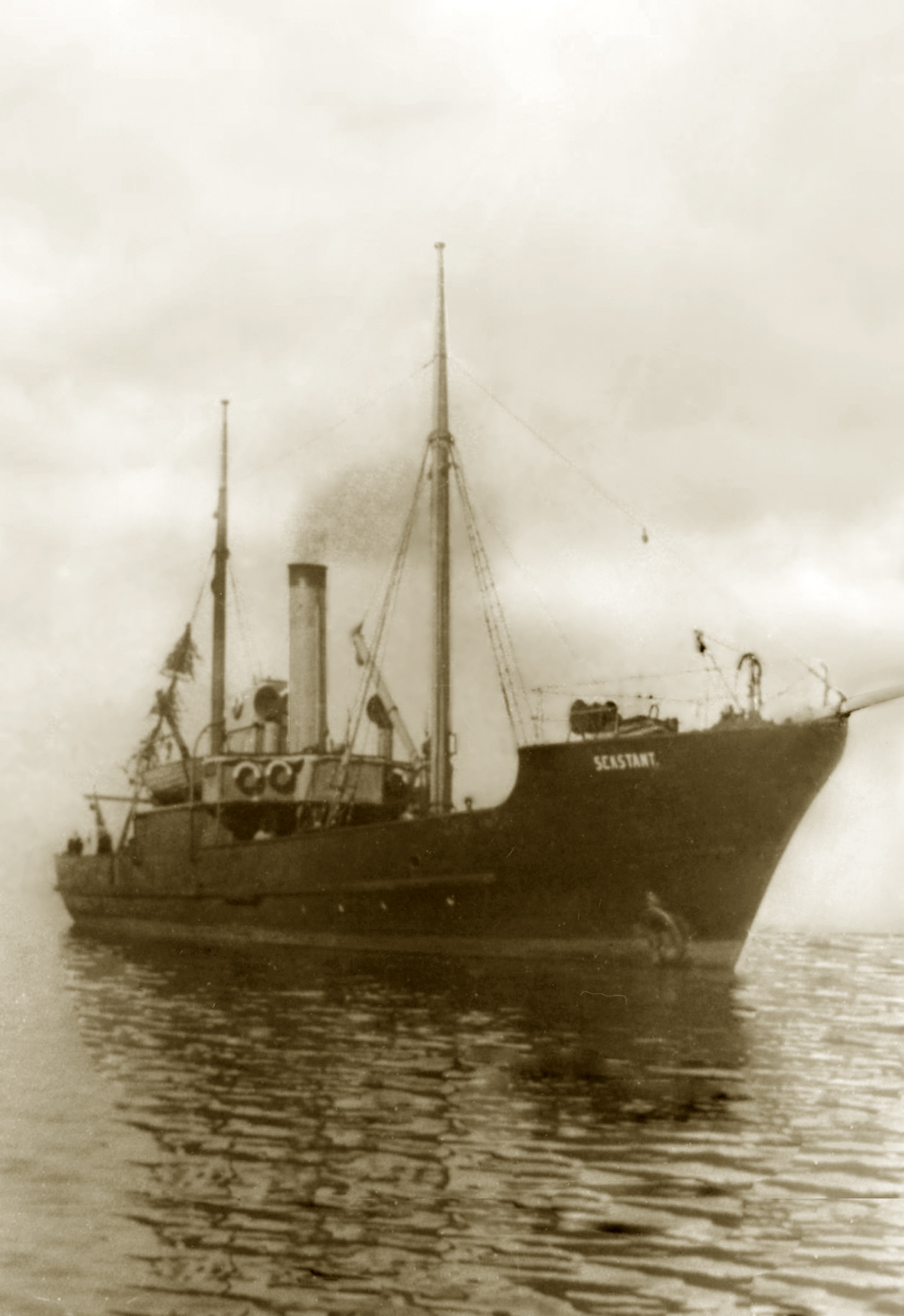
Шхуна «Секстан»

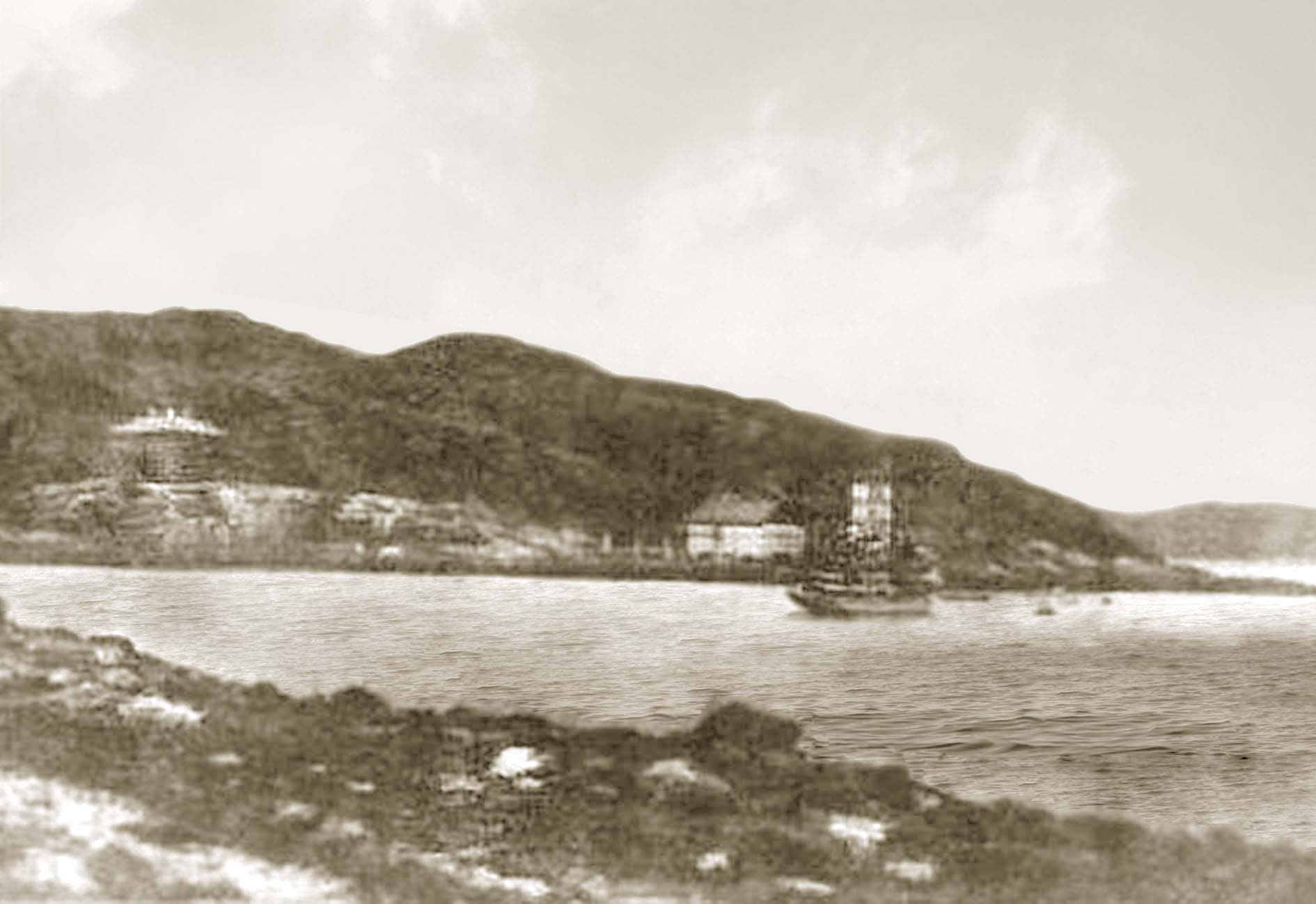
«Секстан» в бухте острова Кильдин. 1870 г.

Весь путь до Архангельска занял всего три недели. Далее эскадра направилась в Баренцево море и к Новой Земле. Во время захода на Новую Землю производились различного рода наблюдения. Здесь, на «Секстане», единственном исследовательском судне в составе экспедиции, была проведена серия гидрологических исследований. Кроме того, удалось собрать богатейший материал по гидрографии, метеорологии. 13 июля, был воздвигнув крест на Новой Земле, и тем самым символично подчеркнув принадлежность этих островов России, эскадра направилась к Мурману, где 20 июля Великий князь и свита посетили город Колу. На всех он произвел удручающее впечатление, так как за пятнадцать лет, прошедших после обстрела города английской эскадрой в ходе Крымской войны, он так и не был восстановлен.
Далее путь российских судов лежал в норвежские города Вардё, Хаммерфест и Тромсё, которые по контрасту произвели очень хорошее впечатление. В Тромсе отряд на некоторое время разделился. «Варяг» и «Жемчуг» отправились в Рейкьявик, а Ф. Б. Шульц на «Секстане» вышел в сторону России, где вместе с М. К. Сидоровым подробно исследовал остров Кильдин. Им предстояло оценить возможность строительства на острове крупного океанского порта. К концу августа эскадра воссоединилась. Далее были ещё Берген, Киль, Копенгаген. 3 сентября, когда эскадра прибыла в столицу Дании, пришло известие, что накануне в битве при Седане французы были разгромлены прусской армией. Это событие изменило международную обстановку в Европе и Россия в одностороннем порядке отменила ограничительные статьи Парижского договора и приняла решение восстановить Черноморский военный флот. Необходимость в базе на Мурмане на время отпала. 10 сентября экспедиция была успешно завершена там, где началась — в Кронштадте.
В том же году свои впечатления об этой экспедиции Фёдор Богданович изложил в Морском сборнике в статье: «Плавание шхуны „Секстан“ из Кронштадта в Архангельск и обратно».
В последующие годы, оставаясь командиром шхуны «Секстан», которая с 1872 года находилась в распоряжении директора маяков и лоций Балтийского моря, Ф. Б. Шульц продолжал заниматься гидрологическими и гидрографическими исследованиями преимущественно шхерной части Финского и Ботнического заливов. Результаты его исследований оказались востребованы позже. В 1907 году был опубликован «План Перновского порта, составленный по описи и промеру кап. 2-го ранга Шульца в 1871 г. и по промеру р. Перновы в 1906 г.» Перед Первой мировой войной сын Ф. Б. Шульца капитан 1 ранга М. Ф. фон Шульц — Начальник отряда минных заградителей Балтийского моря — по заданию адмирала Н. О. фон Эссена наносил на карту первые шхерные фарватеры, используя материалы отца. Завершив изучение шхер, в том же в 1872 году Фёдор Богданович был включён в состав комиссии при министерстве финансов сформированной «по случаю устройства таможенных крейсеров».

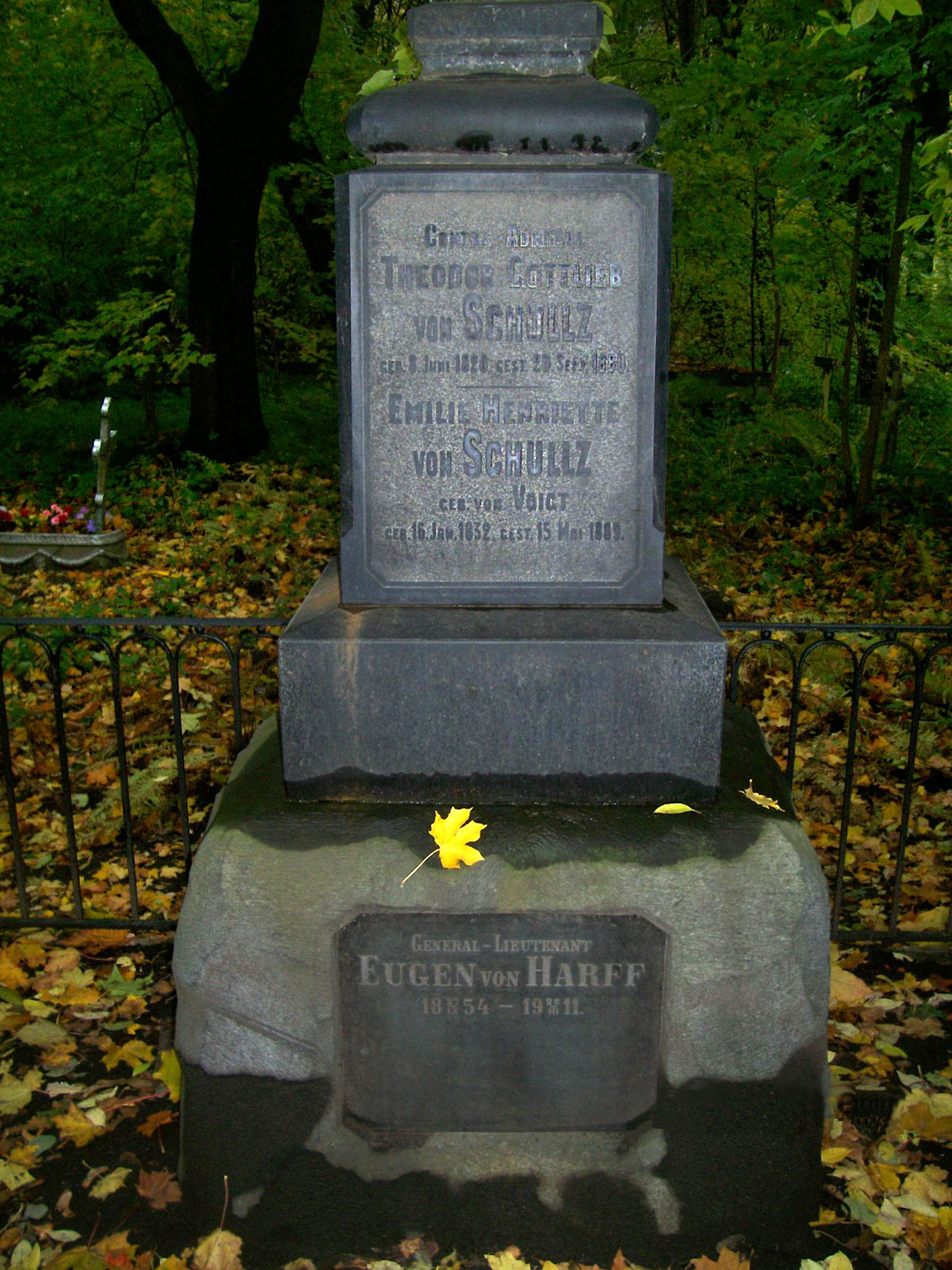
Надгробье Ф. Б. фон Шульца с женой и зятем генерал-лейтенантом Е. Г. фон Гарфом. Смоленское лютеранское кладб., уч. 13 (200 м по гл. дорожке и направо; 59°56′49″ с. ш., 30°15′23″ в. д.)

8 апреля 1873 года Ф. Б. Шульц уже в звании капитана 1 ранга был прикомандирован к восьмому флотскому экипажу и с 1874 года занимался инспекцией маяков Ладожского озера. 1 мая 1878 года Фёдор Богданович был произведен в контр-адмиралы с увольнением со службы по состоянию здоровья. 20 сентября 1880 года, в возрасте 60 лет, после тяжелой болезни адмирал скончался. Он был похоронен в семейном склепе на Смоленском лютеранском кладбище, что на Васильевском острове Петербурга.

## Семья
жена: Эмилия ур. фон Фохт (нем.: Emilie Henriette v. Voigt) (16.01.1832—15.05.1889, Петербург);
дети:
- сын: Вильгельм Фёдорович (10.07.1852—17.02.1891) — капитан 2 ранга;
- дочь: Мария Фёдоровна (нем.: Ida Maria Gottliebe) (23.11.1853—?);
- дочь: Юлия Фёдоровна (нем.: Julie Gottliebe) (13.10.1855—?);
- дочь: Клара Фёдоровна фон Граф (нем.: Klara Emilie Gottliebe) (09.12.1857—21.02.1934) — жена генерал-лейтенанта Евгения Георгиевича фон Гарфа;
- сын: Михаил Фёдорович (06.01.1862—(?).09.1919) — вице-адмирал;
- сын: Константин Фёдорович (31.10.1864—31.03.1904) — капитан 2 ранга;
- дочь: Ольга Фёдоровна фон Кербер (нем.: Olga Augustina Gottliebe) (08.02.1866—22.06.1942). жена вице-адмирала Людвига Бернгардовича фон Кербера;

дядя по материнской линии: Александр Адамович фон Моллер (18.08.1802—6.12.1876) — контр-адмирал;
двоюродный дядя: Мориц Христианович фон Шульц (8.11.1806—14.10.1888) — генерала от кавалерии;
двоюродный дядя: Егор Христианович фон Шульц (28.09.1808—16.05.1875) — выпускник Дерптского университета, врач-прозектор Медико-хирургической академии, писатель, собиратель эстонского и финского фольклора, первый переводчик на немецкий язык Горя от ума (1853), известен под псевдонимом Dr.Bertram;
племянник: Эвальд Карлович фон Шульц (16.06.1869—17.04.1941) — капитан 1 ранга.

## Память
- По имени Ф. Б. Шульца назван мыс: мыс Шульца[17] в бухте Витязь залива Посьета Японского моря (мыс обследован в 1863 году экспедицией В. М. Бабкина, тогда же было присвоено название мысу)[18].

## Интересные факты
- В то самое, время, когда Ф. Б. Шульц, которому так и не пришлось побывать на Дальнем востоке, занимался гидрологическими работами на Балтике, его недавний командир на шхуне «Аланд» В. М. Бабкин находился в плавании по Японскому морю на клипере «Разбойник»[19]. Тогда, в 1863 он описал небольшой залив, которому дал название бухта Гамова, а самый большой мыс полуострова, названного им тоже полуостровом Гамова, который отделял бухту от залива Посьета, назвал в честь своего товарища «мысом Шульца»[20]. Четверть века спустя уже другой исследователь С. О. Макаров переименовал бухту Гамова в честь своего корвета в бухту Витязь. Одновременно многие географические образования изрезанной береговой линии залива Посьета были названы в честь офицеров корвета «Витязь». Мыс Шульца не был переименован, однако среди команды «Витязя» был сын Ф. Б. Шульца — мичман Константин Шульц. Его именем был назван другой мыс в соседней бухте Св. Троицы, но с тех пор и мыс, названный в честь Ф. Б. Шульца, нередко ассоциируют с именем его сына.
- В 1870 году во время северной экспедиции адмирала Посьета Ф. Б. Шульц на своем «Секстане» в течение нескольких дней занимался исследованиями у западного побережья Новой Земли. Тогда ему удалось собрать богатейший материал по гидрографии, метеорологии. Главным же оказалось открытие ранее неизвестной ветви течения Гольфстрим, точнее того его отрезка, который другим участником той же экспедиции академиком А. Ф. Миддендорфом был описан под названием Нордкапское течение.
- Напротив острова Кильдин, у северо-восточного побережья полуострова Рыбачий, есть маленький островок Аникиев. Он известен всему миру многочисленными именами первопроходцев, которые, начиная с 1559 года, мореходы разных стран высекали на его камнях. Сейчас найдено 219 русских и иностранных автографов[21]. Среди прочих есть здесь автограф, оставленный Ф. Б. Шульцем[22].
- Вскоре после северной экспедиции адмирала Посьета, Ф. Б. Шульц вместе с промышленником М. К. Сидоровым стал настойчиво добиваться реализации идеи полномасштабного освоения острова Кильдин. Речь шла о строительстве незамерзающего торгового порта на Баренцевом море. В сущности они разработали проект создания базы флота на Кильдине. Правительство Александра II отнеслось к этой идее весьма прохладно. Долгая переписка с чиновниками ничем не закончилась. Реализация подобного проекта, правда, несколько южнее, началось лишь в годы Первой мировой войны, когда необходимость порта стала очевидной. В 1915 году был заложен Романов-на-Мурмане. В фонде Сидорова сохранилось письмо Ф. Б. Шульца[23] в адрес управляющего Министерством Государственного имущества, посвященное этому вопросу.
- Через 9 лет после смерти Фёдора Богданович на «Секстан», которому было отдано 20 лет жизни, получил назначение его племянник Эвальд Карлович Шульц.

## Награды
- Орден Святого Станислава 3-й степени (1856)
- Орден Святой Анны 3-й степени (1859)
- Орден Святого Станислава 2-й степени (1863)
- Орден Святого Владимира 4-й степени с мечами и бантом (1870)
- Орден Святой Анны 2-й степени с императорской короной (1871)